# غادة عامر
غادة عامر (مواليد 1963 القاهرة، مصر)،

فنانة معاصرة تعيش في مدينة نيويورك، وتعمل بين نيويورك وباريس،  قضت معظم طفولتها في ليبيا والمغرب والجزائر، هاجرت من بلد نشأتها مصر إلى فرنسا وهي في عمر الحادية عشرة، وتلقت تعليمها في باريس ونيس. الكثير من أعمالها تتداول مسائل النوع الاجتماعي والجنسانية. معظم أعمالها البارزة تتضمن لوحات مطرزة متعددة الطبقات لأجساد نساء ذات دلالات جنسية.
تم تمثيلها من قبل معرض تشايم وريد.

## النشأة والتعليم
ولدت عامر في القاهرة، مصر ونشأت في بيت مسلم محافظ. في عام 1974، وعند عمر الحادية عشرة، انتقلت مع عائلتها إلى فرنسا.

تعلمت الرسم في Villa Arson في نيس، حيث حصلت على شهادة البكالوريوس في الفنون BA عام 1986،

وكذلك الماجستير في الفنون الجميلة MFA عام 1989 من نفس المعهد،

كما درست أيضاً في معهد des Hautes Etudes en Art Plastique في باريس، لتحصل على ماجستير أيضاً عام 1991.
كما تحصلت على تدريب إضافي في مدرسة متحف الفنون الجميلة في بوسطن عام 1987،
في عام 1996، انتقلت عامر إلى الولايات المتحدة الأمريكية.
كطالبة ملتحقة لدراسة البكالورويوس والماجستير في الفنون الجميلة في معهد École pilot internationale d'art et de recherche أو كما يطلق عليه Villa Arson، تم استبعادها من دروس الرسم والتي كانت مخصصة للطلبة الذكور فقط، مما دفعها إلى البحث عن طرق جديدة لاقتحام ارث الفن الغربي والمسيطر عليه من قبل الذكور، بابتكارية وبطريقة مثيرة للغيظ، قامت باستخدام مهارات الخياطة والتطريز التي اكتسبتها من والدتها وجدتها، والتي هي مرتبطة عادة بأنها من «أعمال المرأة» كوسيلة للاحتفال بالمرأة وإثبات وجودها في عالم الفن.

## المنح والزمالات
- منحة مؤسسة بولوك كراسنر في نيويورك عام 1997.[2]
- أحد أعضاء لجنة التحكيم الرئيسية لجائزة آغا خان العريقة للعمارة وهي أكبر جائزة من نوعها في العالم عام 2004.[2]

## الجوائز
جائزة اليوينسكو في نسختها الثامنة والأربعين في بينالي البندقية عام 1999.

## العمل
فنانة متعددة الوسائط، عرفت عامر بلوحاتها التجريدية التي تجمع بين أشغال الإبرة والرسم، تتناول أعمالها في كثير من الأحيان قضايا الأنوثة، الحياة الجنسية، هويات ما بعد الاستعمار والثقافة الإسلامية.
أعمالها تدعم النسوية، وتدمر الأسلوب الذكوري التقليدي للرسم، ورفضه لقواعد الحياة الجنسية للأنثى. المجموعة الكاملة لأعمالها تشمل نماذج للطباعة والرسم والنحت وفن الأداء وفن التنصيب أو الإنشاء.
انعكست الانتقالات الجغرافية العديدة التي حدثت في حياة عامر على عملها، حيث تأثرت لوحاتها بفكرة المعاني المراوغة وطغيان لغة التجريد والتعبير.
على الرغم من أن أشهر أعمالها كانت لوحات مطرزة، لكن أعمالها أيضا شملت الطباعة والرسم والنحت وفن الإنشاء أو التركيب. على سبيل المثال في عام 2001، أنشأت غادة عامر «موسوعة المتعة-Encyclopedia of Pleasure»، المنحوتة الإنشائية التي تضم أربعة وخمسين صندوق مغطاة بالقماش، ومطرزة بنصوص عن جمال الأنثى وجنسانيتها. هذه المنحوتة تحمل نفس الاسم لكتاب عربي ألف من قبل علي بن نصر الله الكاتب في القرن الثاني عشر. لتنفيذ هذا العمل، قامت عامر ابختيار مقاطع نصية تتحدث عن الحياة الجنسية للأنثى والجمال. ثم قامت بتطريزها بخيوط ذهبية على أربعة وخمسون صندوقاً مكدسة ومغطاة بالقماش.
عامر كانت فنانة متعددة المواهب، قد قامت أيضاً بتصميم الحدائق، حيث صممت عملها«السعادة الأبدية- Happily ever after» في معرض كوينز للفن، كوينز، نيويورك عام 2005، بلغ ارتفاعه حوالي خمسة أقدام، وغطى مساحة دائرية قطرها 30 قدم، شمل التصميم حروف كلمة «السعادة الأبدية- Happily ever after» مكونة من أعمدة مغطاه بالورود.
قامت عامر أيضاً بانشاء العديد من الأعمال في الساحات العامة مثل "ساحة الحب - Love Park" عام 1999، في سانتا في، نيومكسيكو، حيث قامت بوضع كرسي حديقة وبجواره لائحة مكتوب عليها بالفرنسية ما يمكن ترجمته yلى العربية "في الحب، الانتصارات والانكسارات هي المهمة، الباقي مجرد حشو " واليوم 70٪ من الفقراء في العالم من النساء - Today 70% of the Poor in the World are Women" عام 2001 في حي المحرومين في برشلونة.
في أعقاب أحداث 11 سبتمبر عام 2001، بدأت أعمال عامر تستكشف الموضوع الشائك المتعلق بالإرهاب الإسلامي. من خلال لوحتها «لغة الإرهاب-Language of Terror » التي صممتها عام 2005، حيث تتألف من خلفية وردية مشرقة تتزين بالتيجان الذهبية ونمط شبكي قامت بنقش العديد من التعريفات لكلمة الإرهاب عليه. في اللغة العربية، ليس هناك تعريف للإرهاب.وقد قامت بصنع لوحات، وأكواب، ومناديل، وصواني مبطنة مكتوب عليها عبارة «لم تتم فهرسة الإرهاب في المعاجم العربية». أيضا نجد أن منحوتتها الإنشائية «الصالون المنحني-La Salon Courbé » التي انشأتها عام 2007 تتعامل مع موضوعات مماثلة مثيرة للجدل. حيث قامت بانشاء غرفة استقبال مزينة كالتي توجد عادة في المنازل الأنيقة في جميع أنحاء مصر. ومع ذلك، كان المشهد الداخلي ليس جذاباً كما يبدو. حيث نقشت عامر نمطاً على السجادة يحتوي التعريف العربي الوحيد للإرهاب الذي تمكنت عامر من إيجاده.
خلال مشوارها الذي امتد لأكثر من عشرين عاما، تناولت أعمال عامر موضوع المرأة والقوالب النمطية المرتبطة بالمرأة، وكذلك الهوية الأميركية الإسلامية. وبصرف النظر عن الاختلافات بين تربيتها الإسلامية والنماذج الغربية للسلوك، تناولت أعمال عامر المشاكل العالمية، مثل اضطهاد المرأة، التي تنتشر في العديد من الثقافات. خضوع المرأة لطغيان الحياة المنزلية، الإبهام في الحب، وحماقة الحرب والعنف، والسعي الشامل للجمال الظاهري.

## أبرز المعارض
قدمت أعمال عامر في العديد من المعارض سواءاً كانت فردية أو جماعية في أماكن مثل:-
- معرض تشايم وريد، نيويورك.
- 1999 صالة عرض Deitch Projects، نيويورك.[2]
- 2000 بينالي ويتني، نيويورك.[2]
- 2000 P.S.1 مركز الفن المعاصر، نيويورك.[2]
- 2000 بينالي غوانغجو، كوريا الجنوبية.[2]
- 2000 بينالي ليون.[2]
- متحف SITE Santa Fe، نيومكسيكو.
- 1999 بينالى البندقية، إيطاليا.[2]
- 1997 بينالي جوهانسبرغ، جنوب أفريقيا.[2]
- جاليري غاغوسيان، لندن.
- 2004 غاليري غاغوسيان، بيفرلي هيلز، كاليفورنيا.[2]
- 2004 معهد الفن الحديث، فلنسية، إسبانيا.[2]
- 2005 معهد مدينة كانساس للفنون، ميزوري.[2]

وهي أول فنانة عربية يقام لها معرض فني بمفردها في متحف تل أبيب للفنون. تفاصيل من عملها«معقدة ولكن لطيفة»، تم وضعها على غلاف مجلة ARTnews عدد سبتمبر 2006.
في عام 2003، اُدرج عمل عامر ضمن مجموعة البحث في كلا الاتجاهين: فن الشتات الأفريقي المعاصرفي متحف للفن الإفريقي في كوينز. في مطلع عام 2008 عرضت مجموعة من أعمالها من الأقدم إلى الأحدث، معبرة عن مدى التغير الذي حدث في أعمالها وذلك في متحف بروكلين للفن، في متحف اليزابيث أ. ساكلر للفن النسوي. وفي نفس العام، تم إبرازها في الفيلم الوثائقي للمخرجة كيارا كليمنتي الذي تحدث عن فنانات نيوورك، تحت عنوان «مدينة أحلامنا». في عام 2014 وعام 2015، أدرج عملها في المعرض المتنقل «الكوميديا الإلهية: الجنة، التطهير وزيارة الجحيم مرة أخرى بواسطة فنانين أفريقيين معاصرين» والذي نظم برعاية سيمون نجامي.

## المعروضات العامة
- معهد الفن في شيكاغو، شيكاغو، إلينوي.[16]
- متحف بيرمينجهام للفنون، بيرمينجهام، ألاباما.[16]
- مركز جورج بومبيدو، باريس، فرنسا.[16]
- معهد ديترويت للفنون، ديترويت، ميشيغان.[17]
- الصندوق الوطني للفن المعاصر (FNAC)، باريس، فرنسا.[17]
- الصندوق الإقليمي للفن المعاصر (FRAC)،أوفرن، فرنسا.[17]
- الصندوق الإقليمي للفن المعاصر (FRAC)،إقليم ألب كوت دازور، فرنسا.[17]
- متحف غوغنهايم، أبوظبى، الإمارات.[17]
- متحف Hood Art، كلية دارتموث، هانوفر، نيو هامبشير.[17]
- متحف إنديانابوليس للفنون،إنديانابوليس، إنديانا.[17]
- متحف إسرائيل، القدس، إسرائيل.[17]
- متحف ليل مترو بول للفن المعاصر، فيلينوف داسك، فرنسا.[17]
- متحف Kunstpalast، دوسلدورف، ألمانيا[16]
- مجموعة الفن نيوبيرجر بيرمان، نيويورك، نيويورك.[17]
- متحف Sammlung Goetz، ميونيخ، ألمانيا.[17]
- متحف سامسونج للفنون، سيول، كوريا الجنوبية.[16]
- متحف Speed Art ، لويفيل، كنتاكي.[17]
- متحف تل ابيب، تل ابيب، إسرائيل.[16]
- متحف Crystal Bridges للفن الأمريكي، بنتونفيل، أركنساس.[17]